# Eschscholzia minutiflora
Eschscholzia minutiflora is de botanische naam van een eenjarige plant uit de papaverfamilie (Papaveraceae). De soort komt van nature voor in het westen van Mexico en de Verenigde Staten.
De 5-35 cm hoge plant kan rechtopstaand of spreidend zijn, met de bladeren aan de voet. De bloemen hebben gele kroonbladen van 3-26 mm lang met soms een orannje vlek aan de voet. De doosvruchten zijn 3-6 cm lang. De ovale zaadjes zijn 1-1,5 mm groot.

## Verspreiding
Het natuurlijke verspreidingsgebied beslaat in Mexico het schiereiland Neder-Californië en de staat Sonora. De soort komt in de Verenigde Staten voor in Arizona, Californië, Nevada, New Mexico, en Utah.
In gebergten komt de plant tot op 2000 m hoogte voor.
De soort is polyploïd. De ondersoort Eschscholzia minutiflora subsp. twisselmannii heeft n=6, de ondersoort Eschscholzia minutiflora subsp. covillei is tetraploïd (n=12) terwijl de ondersoort Eschscholzia minutiflora subsp. minutiflora hexaploïd (n=18) is.

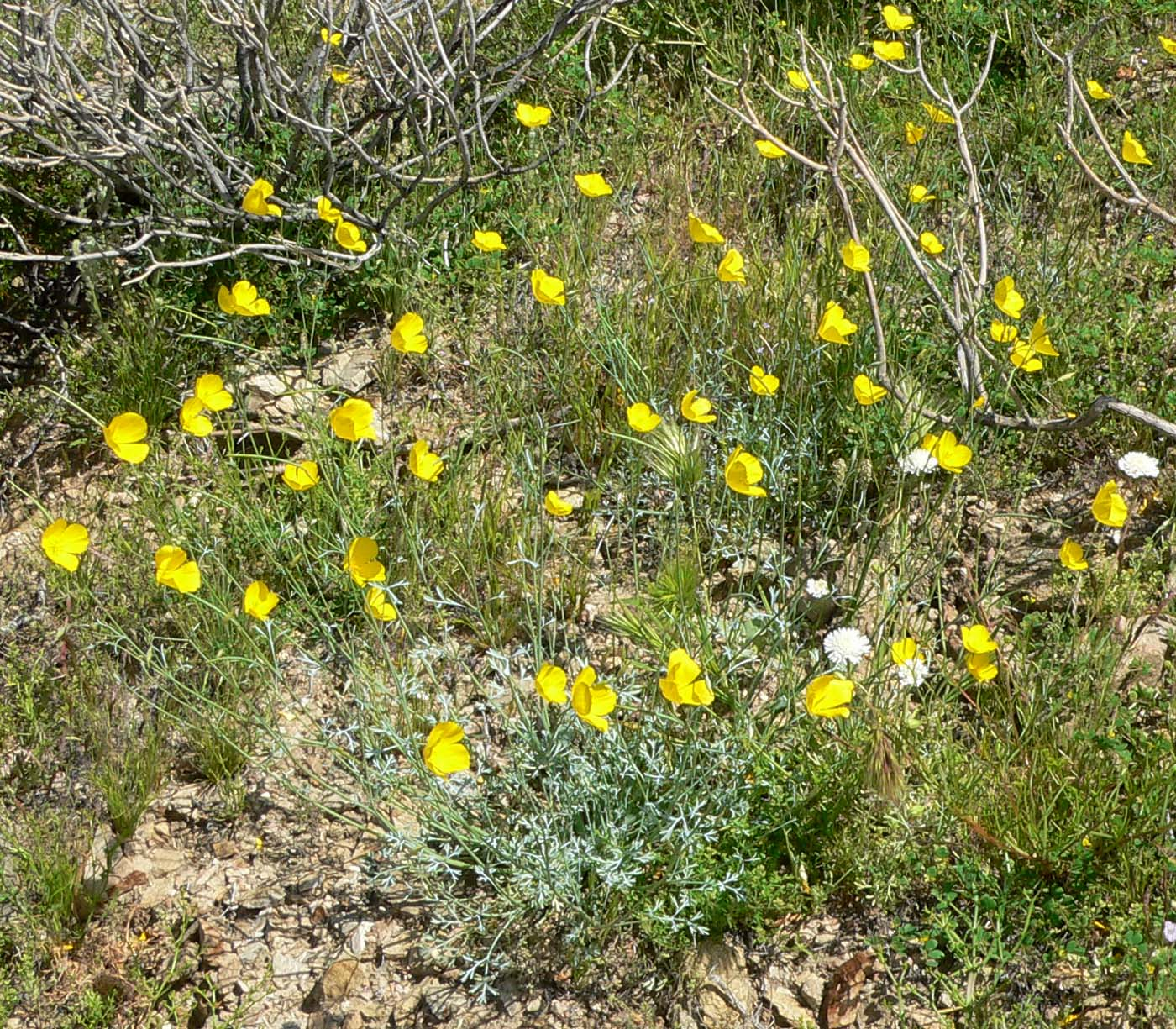
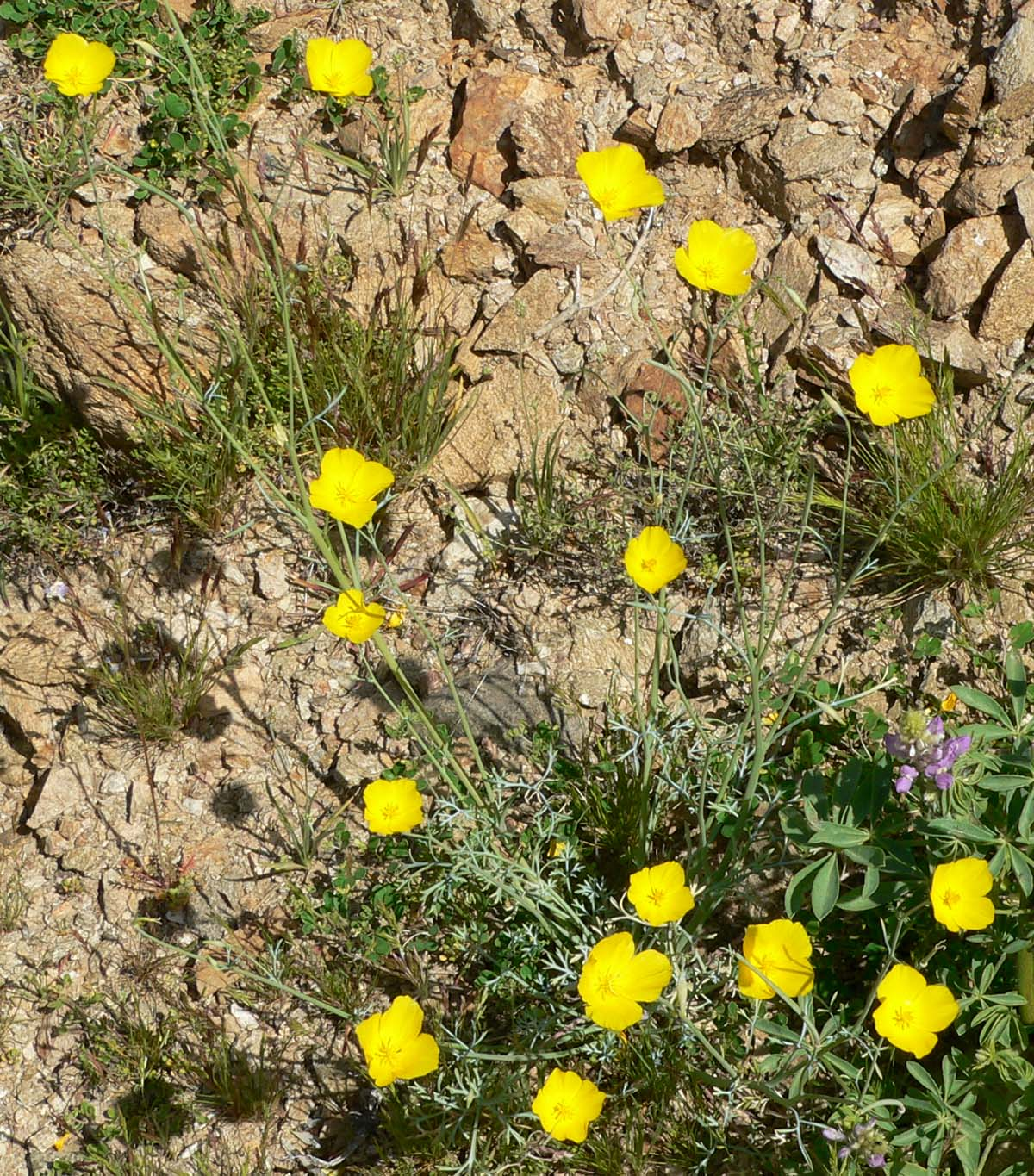

... · E. californica (Slaapmutsje) · E. glyptosperma · E. minutiflora · ...